# Otto Mänchen-Helfen
Otto Mänchen-Helfen (auch: Maenchen-Helfen; geboren 26. Juli 1894 in Wien, Österreich-Ungarn; gestorben 29. Januar 1969 in Berkeley)  war ein österreichisch-US-amerikanischer Althistoriker und Sinologe.

## Leben
Mänchen-Helfen war ab 1914 vier Jahre lang Soldat im Ersten Weltkrieg, danach studierte er an den Universitäten Wien, Göteborg und Leipzig die Fächer Sinologie, Archäologie, Völkerkunde und Kunstgeschichte. Nach der Promotion 1923 lebte er einige Zeit als Privatgelehrter, bevor er 1927 an das Marx-Engels-Institut in Moskau berufen wurde. Ab Herbst 1927 war Mänchen-Helfen in Moskau Leiter der Soziologisch-Ethnologischen Abteilung des Marx-Engels-Instituts.
Im Jahr 1927 heiratete er die Psychoanalytikerin Anna Aronsohn (1902–1991). Im Jahr 1929 rüstete die „Kommunistische Universität der Werktätigen des Ostens“ (Kommunistitscheskij Universitet Trudjaschtschichsja Wostoka) eine Expedition aus, um die wirtschaftlichen Verhältnisse in der Tuwinischen Volksrepublik zu erforschen. Mit viel Mühe hatte Mänchen-Helfen die Erlaubnis erhalten, an dieser Expedition teilzunehmen. Er war der erste Nichtrusse, der in das für Ausländer gesperrte Tuwa-Gebiet einreisen durfte. Mänchen-Helfen beschreibt in seinem Buch „Reise ins asiatische Tuwa“ sehr anschaulich die Lebensverhältnisse im dortigen Gebiet und seine Geschichte. 28 Fotografien ergänzen die Darlegungen. Die meisten sind von ihm als Autor, einige stammen von Presse-Cliché und einige sind Unionsbilder, also Fotos von Agenturen der Sowjetunion. Nach dem Ende der Reise hat Mänchen-Helfen seine Aufzeichnungen und sein Bildmaterial sofort in den Westen gesandt. Er hatte sich entschlossen, die Sowjetunion für immer zu verlassen und zurück nach Mitteleuropa zu kehren. Bei der Ausreise aus der Sowjetunion wurde er von der für den Grenzschutz zuständigen Geheimpolizei GPU streng kontrolliert und man hätte ihm alles Material weggenommen. Das Schreiben des Buches im Jahr 1930 wäre dann kaum möglich gewesen. Mit dem Verlag Der Bücherkreis GmbH Berlin fand Mänchen-Helfen einen Verlag, der trotz der Weltwirtschaftskrise sein Manuskript für 170 Buchseiten und die eingereichten Fotos im Jahr 1931 druckte.
1929 bereiste er die Mongolei, Nepal, Kaschmir und Afghanistan. Er habilitierte sich zwar 1933 in Berlin, emigrierte jedoch kurz darauf nach Wien, wo er sich erneut habilitierte und schließlich in die USA auswanderte. Dort wurde er 1939 am Mills College Professor für Orientalistik. Von 1947 bis zu seiner Emeritierung war er an der Universität Berkeley tätig.
Aufgrund seiner breiten Sprachkenntnisse – unter anderem beherrschte er Altgriechisch, Latein, Russisch, Chinesisch und Japanisch – konnte er philologisch vergleichende Studien anstellen. Er leistete wichtige Grundlagenarbeiten zur Geschichte der Hunnen, die heute allerdings teils als überholt gelten, teils revidiert wurden. Insbesondere setzte er sich mit der These der marxistischen Geschichtsschreibung auseinander, dass es sich bei den asiatischen Reitervölkern um Militärdemokratien handele.
Eine Marx-Biografie verfasste er 1935/36 zusammen mit Boris Iwanowitsch Nikolajewski, sie erschien zuerst im Jahr 1937 in französischer Übersetzung. Die deutsche Originalfassung erschien unverändert 1963 in Hannover.

## Schriften (Auswahl)
- The later books of the Shan-hai-King. (With a translation of books VI–IX). In: Asia Major. Bd. 1, 1924, ISSN 0004-4482, S. 550–586, Digitalisat (PDF; 868,57 kB), (Dissertation; auch als Separatum).
- Reise ins asiatische Tuwa. Berlin: Verlag Der Bücherkreis 1931.
- Drittel der Menschheit. Ein Ostasienbuch. Berlin: Verlag Der Bücherkreis 1932.
- mit Boris Nicolaievsky: Karl Marx, man and fighter. Translated by Gwenda David and Eric Mosbacher. Philadelphia (PA): Lippincott 1936.
  - Karl Marx. Eine Biographie. Vorwort 1937. Vorwort zur deutschen Ausgabe 1963. Hannover: Dietz Nachfolger 1963.
- The World of the Huns: Studies in Their History and Culture. Hrsg. Max Knight. Berkeley (CA): University of California Press, 1973 ISBN 0-520-01596-7.
  - Die Welt der Hunnen. Eine Analyse ihrer historischen Dimension. Übersetzung Viktor Straub. Deutschsprachige Ausgabe besorgt von Robert Göbl. Wien u. a.: Böhlau 1978, ISBN 3-205-07119-0.